# Jesus Loves Me
Jesus Loves Me (en français : « Jésus m'aime ») est un hymne chrétien écrit par Anna Bartlett Warner (1827-1915).

## Histoire
En 1943, dans les îles Salomon, le PT-109 de John F. Kennedy est percuté et coulé. Les insulaires Biuku Gasa et Eroni Kumana, qui trouvent Kennedy et les survivants, se souviennent que lorsqu'ils montent à bord des bateaux PT pour récupérer les survivants, les Marines chantent cette chanson avec les indigènes, qui l'avaient apprise des missionnaires adventistes du septième jour,.
Cet hymne est intitulé China dans certains recueils d'hymnes du XIXe siècle. Certains recueils d'hymnes anciens, tels que The Modern Hymnal (1926), expliquent ce titre par une note en sous-titre qui dit : « L'hymne préféré de la Chine » (« The favorite Hymn of China ») . Dans les recueils d'hymnes tels que le Baptist Hymnal (1956), le sous-titre est supprimé et la mélodie s'intitule simplement China.

## Caractéristiques
Les paroles apparaissent pour la première fois sous forme de poème dans un roman de 1860 intitulé Say and Seal, écrit par sa sœur aînée Susan Warner (1819-1885), dans lequel les mots étaient prononcés comme un poème réconfortant à un enfant mourant. La mélodie est ajoutée en 1862 par William Batchelder Bradbury (1816-1868). En plus de sa mélodie, Bradbury ajoute son propre refrain « Oui, Jésus m'aime, oui, Jésus m'aime... » Après sa publication en tant que chanson, elle devient un hymne populaire dans les églises anglophones.